# Michael Evans (roddare)
Michael Evans, född den 16 augusti 1957 i Toronto, Kanada, är en kanadensisk roddare.
Han tog OS-guld i åtta med styrman i samband med de olympiska roddtävlingarna 1984 i Los Angeles.